# Synaphea divaricata
Synaphea divaricata är en tvåhjärtbladig växtart som först beskrevs av George Bentham, och fick sitt nu gällande namn av Alexander Segger George. Synaphea divaricata ingår i släktet Synaphea och familjen Proteaceae. Inga underarter finns listade i Catalogue of Life.